# Luís Henrique Dias Tavares
Luís Henrique Dias Tavares (Nazaré, 25 de janeiro de 1926 — Salvador, 22 de junho de 2020) foi um historiador e escritor brasileiro, imortal da Academia de Letras da Bahia. Em sua produção destacam-se diversas obras sobre a história da Bahia.

## Formação
Ingressou na faculdade em 1948. Obteve o Doutorado em História em 1961, mesmo ano em que assumiu a cátedra de História do Brasil na Faculdade de Filosofia, Letras e Ciências da Universidade Federal da Bahia. É pós-doutorado pela University of London.
Foi diretor do Arquivo Público da Bahia, professor emérito da Universidade Federal da Bahia e membro do Conselho Estadual de Cultura da Bahia.

## Obras
Entre as principais obras publicadas por Dias Tavares, relacionam-se:

### Literatura
- A Noite dos Homens. Coleção Tule. Imprensa Oficial do Estado, 1960. (Conto)
- Moça Sozinha na Sala. São Paulo: Martins Editora, 1961. (Crônicas)
- Menino pegando passarinho. Rio de Janeiro: Tempo Presente, 1966. (Crônicas)
- O Sr. Capitão/ a heróica morte do combativo guerreiro. Rio de Janeiro: Civilização Brasileira, 1969. (Novela). (Há 2ª edição, pela Ática.)
- Homem deitado na rede. Rio de Janeiro: Organização Simões, 1969. (Crônicas)
- Almoço posto na mesa. Salvador: EGBA, 1991. (Contos e crônicas)
- Não Foi o Vento Que Levou. Salvador: Casa de Jorge Amado e Edufba, 1996. (Novela)
- Sete cães derrubados. Salvador: Casa de Jorge Amado e Edufba, 1999. (Crônicas)
- Nas margens, no leito seco. Salvador: Edufba, 2013. (Novela)

### Historiografia
- As ideias revolucionárias do 1798. Cadernos de Cultura, Ministério da Educação, 1956.
- O problema da involução industrial da Bahia. Salvador: Centro editorial e Didático, 1966.
- Duas reformas da educação na Bahia: 1895 e 1925. Centro Regional de Pesquisa Educacionais, 1969.
- História da Sedição Intentada na Bahia em 1798. São Paulo, 1975; 2ª ed. Salvador, 2016.[4]
- A Independência do Brasil na Bahia. Rio de Janeiro: Civilização Brasileira, 1977. 2ª ed. Civilização Brasileira, 1982; 3ª ed. Salvador: Edufba, 2005.
- Pedro Calmon. Salvador: Fundação Cultural do Estado, 1977.
- Manuel Vitorino: Um político da classe média. Brasília e Rio de Janeiro: Senado Federal e Fundação Casa de Rui Barbosa, 1981.
- Comércio Proibido de Escravos. São Paulo: Ática, 1988.
- Nazaré, Cidade do Rio Moreno. Salvador: Secretaria de Cultura e Turismo, 2003.
- História da Bahia. 12ª ed. Salvador e São Paulo: Edufba e Unesp, 2008. (Última edição em vida do autor. A primeira data de 1956.)[5]

### Paradidáticos
- O fracasso do Imperador. São Paulo: Ática, 1986.
- A Conjuração Baiana. São Paulo: Ática, 1994.
- Bahia, 1798. Salvador: EGBA, 2010; 2.ed. Salvador: Edufba, 2012. Ilustrado por Cau Gomez.
- Abdicação de Pedro I: Derrota do absolutismo. Salvador: Edufba, 2013. Ilustrado por Gentil.

## Premiações e homenagens
- Comenda 2 de julho (2013)[6]